# Brion Gysin
Brion Gysin (Taplow, 19 gennaio 1916 – Parigi, 13 luglio 1986) è stato uno scrittore, poeta e pittore inglese di origine canadese, che ha fatto parte della Beat Generation.

## Biografia
Si è occupato della poesia in tutte le sue forme. Ha composto, infatti, testi sperimentali di tipo permutazionale, calligrafico, visuale e sonoro. Nel 1958 ha inventato il cut-up, tecnica di composizione basata sul montaggio di spezzoni di nastro magnetico preregistrato, che ha applicato anche alla scrittura creando esempi di romanzo-collage.
Ha pubblicato numerosi dischi. Di grande interesse sono le registrazioni effettuate in collaborazione con il sassofonista jazz Steve Lacy.
Ha vissuto dal 1950 al 1958 a Tangeri, dove ha aperto il ristorante The thousand and one nights e dove ha conosciuto W.S.Burroughs, con cui ha avuto una lunga relazione artistica ed affettiva.
Dal 1958 è tornato a Parigi dove partecipa al clima creativo e trasgressivo del Hotel Beat frequentato in quegli anni da Allen Ginsberg, Peter Orlovsky, Derek Raymond, Harold Norse e Gregory Corso, oltre allo stesso W.S.Burroughs.
Ha tenuto numerose performance in America e in Europa.
È stato l'inventore della Dreamachine, un'elementare macchina luminosa rotante che genera effetti psichedelici.

## Discografia essenziale
- A. Lora Totino (a cura di), Futura, Cramps, Milano, 1978 [antologia di poesia sonora in 7 LP33]
- B. Gysin, Orgy Boys, hat Hut Records, Therwil, 1981 [LP33]
- B. Gysin / Steve Lacy, Songs, hat Hut Records, Therwil, 1981 [Box con LP33+D45]
- B. Gysin, One night @ the 1001, Sub Rosa, 1998 [2 CD]

## Opere
- To Master A Long Goodnight
- Minutes to Go (con W.S.Burroughs, Sinclair Beiles e Gregory Corso), Two Cities Editions, Parigi, 1960
- The Exterminator (con W.S.Burroughs), The Auerhahn Press, San Francisco, 1960
- Stories, Inkblot
- The Process, Overlook Press
- Œuvre Croisée (The Third Mind) (con W.S.Burroughs), Parigi, Flammarion, 1976
- The Last Museum
- Here To Go (Interviste con Terry Wilson)